# Yaropolk Iziaslávich
Yaropolk Iziaslávich o Yaropolk de Kiev (en ruso: Ярополк Изяславич), (? - 22 de noviembre jul. de 1087) fue un knyaz —príncipe— del siglo XI en la Rus de Kiev, (federación de tribus eslavas orientales) y príncipe del Principado de Volinia (1076-1085). Hijo del gran príncipe Iziaslav Yaroslávich y de la princesa polaca Gertrudis, hija del rey Miecislao II Lampert de Polonia, aparece en fuentes papales a principios de la década de 1070, pero está ausente en gran medida entre las fuentes contemporáneas de la Rus hasta la muerte de su padre en 1078. Durante el exilio de su padre en la década de 1070, Yaropolk puede ser encontrado actuando en su nombre en un intento de ganar el favor de los emperadores germánicos y la corte papal de Gregorio VII. Su padre volvió a Kiev en 1077 y Yaropolk lo siguió.
Después de la muerte de su padre, Yaropolk fue nombrado príncipe de Lodomeria-Volinia y príncipe de Túrov en 1078 por el nuevo gran príncipe, su tío Vsévolod. Hacia 1085 Yaropolk se enemistó con el gran príncipe, y por extensión con su hijo Vladímir Monómaco, viéndose forzado a escapar a Polonia, hogar de su madre. Regresó en 1086 e hizo la paz con Monómaco pero fue asesinado al año siguiente en un viaje a Zvenígorod. Fue recordado en las fuentes de la Rus como extremadamente piadoso y generoso con la iglesia y está reconocido como santo en la Iglesia ortodoxa.

## Pasado familiar
Yaropolk era hijo de Iziaslav Yaroslávich (m. 1078), gran príncipe de la Rus, y Gertrudis, hija del rey polaco Miecislao II Lampert (m. 1034). Desde la guerra de sucesión kievita de 1015-1019, el gobernante polaco Boleslao había tomado interés en la Rus, esperando ganar control en Rutenia Roja, conquistada por Vladímir I el Grande.
A pesar de un éxito inicial, la expedición de Boleslao en Kiev de 1018 fracasó en establecer a Sviatopolk Vladímirovich (yerno de Boleslao), príncipe de Túrov, en el trono de Kiev. El gobernador polaco pudo al menos apoderarse de Cherven, aunque por poco tiempo antes de ser recuperada por el gran príncipe Yaroslav y su hermano Mstislav Vladímirovich, príncipe de Chernígov, en 1031.

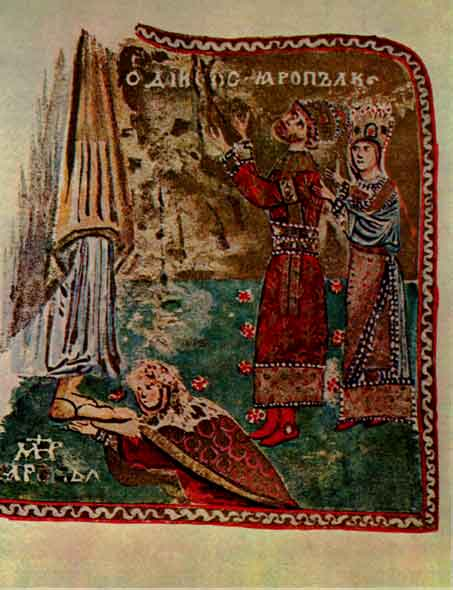
Miniatura del Salterio de Tréveris representando a Yaropolk y su esposa ante el Apóstol Pedro, con Gertrudis (madre de Yaropolk) a los pies del Apóstol.

En 1042 Yaroslav obligó al duque Casimiro I el Restaurador a fijar un acuerdo de paz. Casimiro reconoció el control ruso de Cherven y liberó 800 prisioneros rusos que habían estado bajo custodia polaca al ser capturados dos décadas antes por Boleslao. La paz se selló con dos matrimonios. Casimiro se casó con la hermana de Yarosalv, mientras que Casimiro dio a su propia hermana Gertrudis al hijo de Yaroslav, Iziaslav.

## Conmoción política
En 1054, Yaropolk se convirtió en hijo del gran príncipe, al ascender ese año Iziaslav al trono de Kiev. El reinado de Iziaslav y en consecuencia la seguridad de Yaropolk fueron rápidamente desafiadas por el hermano de Iziaslav, Sviatoslav y por su primo Vseslav Briacheslávich. En este momento, entre los ruríkidos había dos ramas principales que podían reclamar el título de gran príncipe al descender de Vladímir I el Grande; los descendientes de Yaroslav Vladímirovich y los descendientes de Iziaslav Vladímirovich.
En 1067, Vseslav se rebeló en un intento de derrocar a Iziaslav y convertirse en gran príncipe, reclamando el derecho como bisnieto de Vladímir I a través de Iziaslav Vladímirovich. El intento de Vseslav no tuvo éxito y terminó en su encarcelamiento. Sin embargo, los problemas de Iziaslav continuaron. En 1068, la presunta negligencia de Iziaslav en los avances e incursiones de los cumanos después de la derrota en la batalla del río Alta llevó a los ciudadanos de Kiev a sublevarse; Vseslav fue liberado y tomó el trono kievita mientras Iziaslav huía a Polonia bajo el amparo de Boleslao. Con la asistencia polaca Iziaslav retornó en mayo de 1069, expulsó a Vseslav y retomó el trono. Esta victoria de Iziaslav aseguró el trono kievita a los descendientes de Yaroslav Vladímirovich, y posteriormente los descendientes de Iziaslav Vladímirovich se confinaron en Pólotsk donde reinaron bajo un estatus semiindependiente.

## Sviatoslav y exilio al oeste

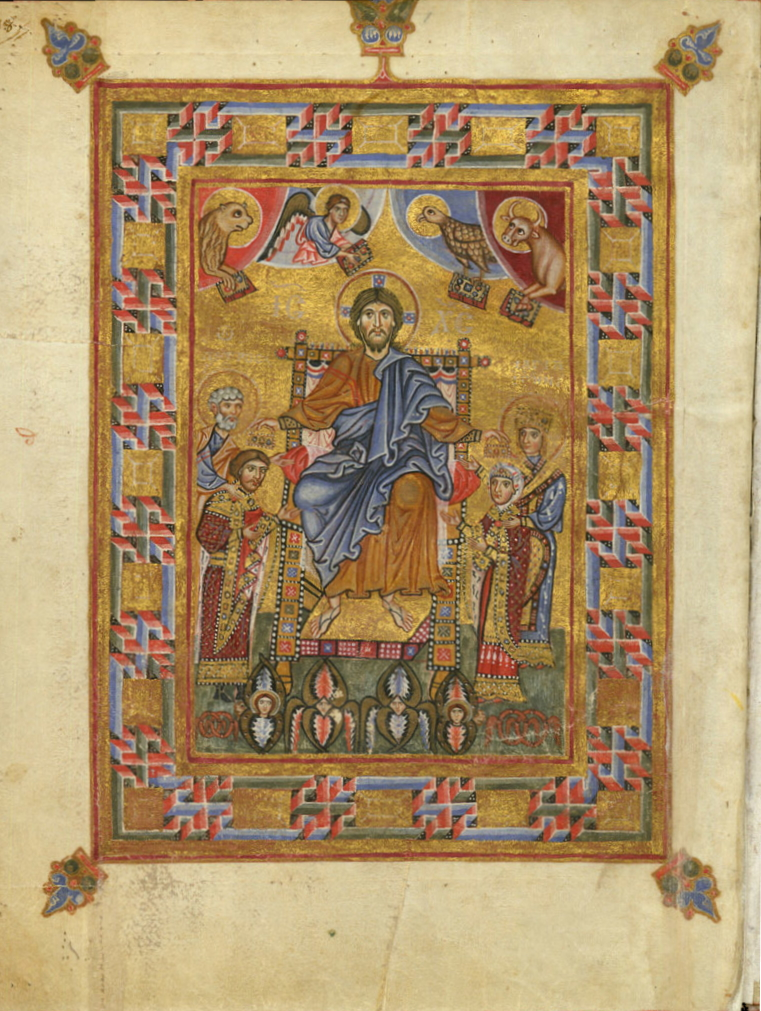
Christo coronando a Yaropolk y su madre Gertrudis, minatura del del Salterio de Gertrudis.

A pesar de la exclusión exitosa de los ruríkidos de Pólotsk, en 1073 Iziaslav fue echado del trono kievita por sus hermanos, Sviatoslav, príncipe de Chernígov, y Vsévolod, príncipe de Pereyaslavl. El rey Boleslao no estaba dispuesto o no era capaz de ayudar a Iziaslav esta vez, y probablemente por esta razón Iziaslav viajó más al oeste; en Maguncia, a principios de 1075, Iziaslav buscó la ayuda del rey Enrique VI de Alemania, pero fue en vano.
Iziaslav mandó a Yaropolk a Roma para solicitar la ayuda del papa Gregorio VII. Es probable que allí Yaropolk criticara a Boleslao y se quejara sobre el dinero que este último le había quitado a Iziaslav, y que el papa emitiera posteriormente una solicitud para que Boleslao lo devolviera. El papa Gregorio envió una carta a Iziaslav, llamándolo "Demetrius", "rey de los rusos", y a su "reina" Gertrudis. La carta señalaba que Yaropolk, llamado "Pedro", había dado su fidelidad y la fidelidad de su padre al papa, y que había pedido que el "reino de los rusos" fuera protegido por San Pedro. Dos legados papales fueron enviados a Iziaslav, a quien se le instó a dar su plena cooperación.
Fue solo luego de la muerte de Sviatoslav a finales de 1076 cuando Iziaslav pudo recuperar el estatus de gran príncipe. Vsévolod, que había luchado previamente con él, fue nombrado príncipe de Chernígov, y por lo tanto heredero al trono de Kiev, lo que explicaría su falta de oposición. Los polacos fueron persuadidos por el papado para darle asistencia a Iziaslav en recuperar su reino, y el 15 de julio de 1077, Iziaslav volvió a entrar a Kiev.

## Príncipe Yaropolk
Yaropolk es encontrado ayudando a su padre y su tío Vsévolod en 1078, cuando Oleg Sviatoslávich y Borís Viacheslávich (sobrino de Iziaslav y Vsévolod) intentaron quitarle el trono de Chernígov a Vsévolod. Oleg se había aliado con los cumanos, y con su ayuda derrotó a Vsévolod en batalla. El gran príncipe Iziaslav y Yaropolk, así como el hijo de Vsévolod, Vladímir Monómaco, pudieron revertir este resultado, y Oleg fue obligado a retirarse a Tmutarakáñ. El padre de Yaropolk, Iziaslav, murió como resultado de la batalla.
La Crónica de Néstor apunta que en 1078, antes de la muerte de Iziaslav, Yaropolk estaba "gobernando en Vyshgorod", una ciudad al norte de Kiev, mientras que su hermano Sviatopolk gobernaba como príncipe de Nóvgorod, y Vladímir Monómaco como príncipe de Smolensk. Luego de que su tío se convirtiera en gran príncipe, a Yaropolk le fue dado Lodomeria-Volinia y Túrov, mientras que Monómaco recibió Chernígov.
Poco es sabido de los siguientes 8 años, pero por 1085 Vsévolod y Yaropolk aparecen enemistados entre ellos. La versión lacónica de estos eventos en la Crónica de Néstor hace al curso de los eventos poco transparentes. Vasílko y Vladímir Rostislávich, dos príncipes galitzianos insatisfechos con el reparto territorial de Vsévolod, intentaron expulsar a Yaropolk en 1084, pero el hijo del gran príncipe, Vladímir Monómaco, repelió a estos Rostislávichi.
Después de esto, un regalo hecho al Vsévolod por David Ígorevich, que incluía tierras de Volinia y el control del comercio con el Imperio bizantino, provocó la hostilidad de Yaropolk con el gran príncipe. En 1085 Vsévolod ordenó a su hijo Vladímir marchar contra Yaropolk. Desconfiando de sus propios recursos, Yaropolk escapó de Volinia a Polonia, dejando a sus seguidores (y a su madre) en Lutsk. Vladímir capturó Lutsk y a la familia de Yaroslav, sus asistentes y tesoros, y le asignó todo el principado a Davd Ígorevich.

## Muerte y legado

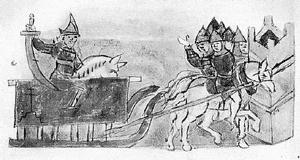
Miniatura de la Crónica de Radzivil presuntamente representando la muerte de Yaropolk.

Al siguiente año Yaropolk regresó a la Rus y al parecer llegó a un acuerdo con Vladímir Monómaco, pero no se conoció nada concreto de los términos acordados, además de que Yaropolk fue reinstalado. En 1087, Yaropolk fue asesinado. Las circunstancias de su muerte no son claras, pero la Crónica de Néstor sugiere la complicidad de Riúrik Rostislávich, príncipe de Peremyshl, y su hermano Vasílko Rostislávich, príncipe de Terebovl. Su asesino fue un hombre llamado Neradets, que atravesó a Yaropolk con una espada antes de huir a esconderse con Riúrik en Peremyshl; la fecha dada es 22 de noviembre de 1087. Su cuerpo fue llevado a Kiev y enterrado en la iglesia de San Pedro, que había sido erigida por Yaropolk.
Yaropolk se casó con una noble germana, Kunigunda, hija de Otto, marqués de Meißen. Yaropolk tuvo varios hijos cuyos nombres han quedado en los registros. Una hija llamada Anastasia se casó con su pariente lejano Gleb Vseslávich, príncipe de Minsk, miembro de la rama de Pólotsk dentro de la familia de Riúrik. Annalista Saxo registra otra hija, casada con Günther, Conde de Schwarzburg, aunque no menciona su nombre. Se conocen tres hijos varones, Yaroslav (m. 1102), Viacheslav (m. 1104) y Vasílko.
Dentro de la Crónica de Néstor hay un panegírico al príncipe Yaropolk, y entre los honores que se le asignan se menciona que tenía la costumbre de asignar "una décima parte de su riqueza a la Madre de Dios". Probablemente debido a su devoción personal al papado y a San Pedro, Yaropolk estableció una nueva iglesia de San Pedro en el Monasterio de San Demetrio en la ciudad de Kiev. Yaropolk dejó toda su fortuna al Monasterio de las Cuevas de Kiev. El panegírico de la Crónica de Néstor es el primer indicio en relación con su santificación, y efectivamente hoy en día es venerado como santo en la Iglesia ortodoxa, celebrándose su festividad el día de su muerte, 22 de noviembre.

## Familia
Esposa - Kunigunda, hija de Otón de Meissen
1. Anastasia, casada con Gleb Vseslávich
2. ? (hija), casada con Günther, Conde de Schwarzburg
3. Yaroslav (?–1102)
4. Viacheslav (?–1104)
5. Vasílko

| Predecesor: Iziaslav Yaroslávich | Príncipe de Túrov 1078–1087   | Sucesor: Sviatopolk Iziaslávich |
| Predecesor: Oleg Sviatoslávich   | Príncipe de Volinia 1078–1087 | Sucesor: David Ígorevich        |